# ジェイコブ・メイ
ジェイコブ・アレクサンダー・メイ（Jacob Alexander May, 1992年1月23日 - ）は、アメリカ合衆国・ペンシルベニア州ライカミング郡ウィリアムズポート出身のプロ野球選手（外野手）。MLB・シカゴ・ホワイトソックス傘下所属。
祖父は元メジャーリーガーのリー・メイで、叔父は同じく元メジャーリーガーのカルロス・メイである。

## 経歴

### プロ入り前
2010年のMLBドラフト39巡目（全体1177位）でシンシナティ・レッズから指名されたが、契約には至らず、コースタル・カロライナ大学に進学した。

### プロ入りとホワイトソックス時代
2013年のMLBドラフト3巡目（全体91位）でシカゴ・ホワイトソックスから指名され、6月15日に契約を結び、プロ入りを果たした。
6月19日に傘下のパイオニアリーグのルーキー級のグレートフォールズ・ボイジャーズに配属された。ここでは12試合に出場し、打率.378、7打点、17安打、5盗塁を記録した。7月3日にA級カナポリス・インティミデイターズに配属された。ここでは、54試合に出場し、打率.286・8本塁打・28打点・59安打・19盗塁を記録した。
オフにはオーストラリアのウィンターリーグであるオーストラリアン・ベースボールリーグ（ABL）に参加し、シドニー・ブルーソックスに所属した。45試合に出場し、打率.269・4本塁打・12打点・49安打・17盗塁を記録した。
2014年4月1日にA+級ウィンストン・セイラム・ダッシュに配属され、開幕を迎えた。8月9日に故障者リストに登録された。9月2日に故障者リストから復帰。最終的に109試合に出場し、打率.258・2本塁打・27打点・107安打・37盗塁を記録した。
2015年3月12日にメジャーのスプリングトレーニングに招待され。4月9日にAA級バーミングハム・バロンズに配属され、開幕を迎えた。6月3日に故障者リストに登録された。7月18日にリハビリのためルーキー級アリゾナリーグ・ホワイトソックスに配属された。ここでは3試合に出場した。7月23日にAA級バーミングハムへ復帰。シーズン途中にはサウス・アトランティックリーグ・オールスターゲームに選出された。最終的にAA級バーミングハムでは98試合に出場し、打率.275・2本塁打・32打点・107安打・37盗塁を記録した。
オフの9月21日にアリゾナ・フォールリーグに派遣され、グレンデール・デザートドッグスに配属された。10月21日に第1回WBSCプレミア12のアメリカ合衆国代表に選出され、代表入りし、チームを離脱した。同大会では決勝の韓国戦で敗北し、準優勝となった。
2016年1月26日に前年に続き2年連続でメジャーのスプリングトレーニングに招待されることが発表された。4月6日にAAA級シャーロット・ナイツへ配属され、開幕を迎えた。5月16日に故障者リストに登録された。6月20日に故障者リストから復帰した。7月26日に再び故障者リストに登録された。8月9日に故障者リストから復帰した。この年AAA級シャーロットでは83試合に出場し、打率.266・1本塁打・24打点・80安打・19盗塁を記録した。オフの11月20日にルール・ファイブ・ドラフトでの流出を防ぐためにホワイトソックスの40人枠入りした。
2017年はメジャーの開幕25人枠入りし、4月4日のデトロイト・タイガースとの開幕戦にて「9番・中堅手」でメジャーデビュー。結果は4打数無安打だった。その後は14打席無安打と不振だったため、13日に先発を外れ同日から3試合休養を与えられた。クリーブランド・インディアンス戦でカルロス・カラスコからメジャー初安打を記録した。
2018年1月11日にミゲル・ゴンザレスとの契約に伴ってDFAとなり、18日に40人枠を外れる形でAAA級シャーロットへ配属された。また、この年のスプリングトレーニングには招待選手として参加することになった。

## 詳細情報

### 年度別打撃成績
| 年 度    | 球 団    | 試 合 | 打 席 | 打 数 | 得 点 | 安 打 | 二 塁 打 | 三 塁 打 | 本 塁 打 | 塁 打 | 打 点 | 盗 塁 | 盗 塁 死 | 犠 打 | 犠 飛 | 四 球 | 敬 遠 | 死 球 | 三 振 | 併 殺 打 | 打 率 | 出 塁 率 | 長 打 率 | O P S |
| -------- | -------- | ----- | ----- | ----- | ----- | ----- | -------- | -------- | -------- | ----- | ----- | ----- | -------- | ----- | ----- | ----- | ----- | ----- | ----- | -------- | ----- | -------- | -------- | ----- |
| 2017     | CWS      | 15    | 42    | 36    | 2     | 2     | 0        | 0        | 0        | 2     | 3     | 0     | 0        | 2     | 0     | 3     | 0     | 1     | 17    | 1        | .056  | .150     | .056     | .206  |
| MLB：1年 | MLB：1年 | 15    | 42    | 36    | 2     | 2     | 0        | 0        | 0        | 2     | 3     | 0     | 0        | 2     | 0     | 3     | 0     | 1     | 17    | 1        | .056  | .150     | .056     | .206  |

- 2017年度シーズン終了時

### 記録
MiLB
- サウス・アトランティックリーグ・オールスターゲーム選出：1回（2015年）

### 背番号
- 32（2017年）

### 代表歴
- 2015 WBSCプレミア12 アメリカ合衆国代表